# USENIX
USENIX成立于1975年，当时的名字叫做Unix用户群 (Unix Users Group)，其主要目的是学习和开发Unix以及类似系统。1977 年 6 月，美国电话电报公司的律师告诉用户群他们不能继续使用UNIX这个名字，因为UNIX是美国电话电报公司 AT&T 所拥有的一个商标。所以这个用户群更名为“USENIX”。此后，USENIX逐渐发展成一个倍受尊敬的由计算机操作系统用户，开发者和研究者所组成的机构。USENIX从创建之初就出版一份技术杂志名叫;login: （页面存档备份，存于）
USENIX在其内为系统管理员另辟一个特殊兴趣小组，名叫大型系统安装管理会议。
USENIX每年赞助好几个学术会议和工作室会议，其中最有名的是USENIX操作系统设计与实现会议（OSDI），USENIX网络系统设计和实现会议（NSDI），USENIX安全会议（USENIX Security），USENIX年度技术会议（ATC），USENIX文件和存储技术会议（FAST）。
USENIX的创始总裁名叫Lou Katz。

## 开源杂志
USENIX在2008年成为首家提供开源阅读服务的计算机机构。所有的会议和工作室论文都可以被免费阅读。直到2013年USENIX都是唯一的一所提供开放阅读论文的机构。自从2011年USENIX同时提供与论文相关的幻灯片和影视材料。

## 官员

### 2012年至今 官员
2012年6月11日新上任官员如下：
- 总裁：Margo Seltzer
- 副总裁：John Arrasjid
- 秘书：Carolyn Rowland
- 财政总监：Brian Noble
- 董事：
  - David Blank-Edelman
  - Sasha Fedorova
  - Niels Provos
  - Dan Wallach

### 2010–12 官员
2010年6月21日新上任官员如下：
- 总裁：Clem Cole
- 副总裁：Margo Seltzer
- 秘书：Alva Couch
- 财政总监：Brian Noble
- 董事：
  - John Arrasjid
  - David Blank-Edelman
  - Matt Blaze
  - Niels Provos

### 2008–10 官员
2008年6月25日新上任官员如下：
- 总裁：Clem Cole
- 副总裁：Margo Seltzer
- 秘书：Alva Couch
- 财政总监：Brian Noble
- 董事：
  - Matt Blaze
  - Rémy Evard
  - Niels Provos
  - Gerald Carter

### 2006–08 官员
2006年6月1日新上任官员如下：
- 总裁：Michael B. Jones
- 副总裁：Clem Cole
- 秘书：Alva Couch
- 财政总监：曹子德
- 董事：
  - Matt Blaze
  - Rémy Evard
  - Niels Provos
  - Margo Seltzer

### 2004–06 官员
2004年6月27日新上任官员如下：
- 总裁：Michael B. Jones
- 副总裁：Clem Cole
- 秘书：Alva Couch
- 财政总监：曹子德
- 董事
  - Matt Blaze
  - John 『疯狗』 Hall
  - Geoff Halprin
  - Marshall Kirk McKusick

### 2002–04 官员
- 总裁：Marshall Kirk McKusick
- 副总裁：Michael B. Jones
- 秘书：Peter Honeyman
- 财政总监：Lois Bennett
- 董事：
  - Tina Darmohray
  - John Gilmore
  - John 『疯狗』 Hall
  - Avi Rubin

## USENIX终生成就奖

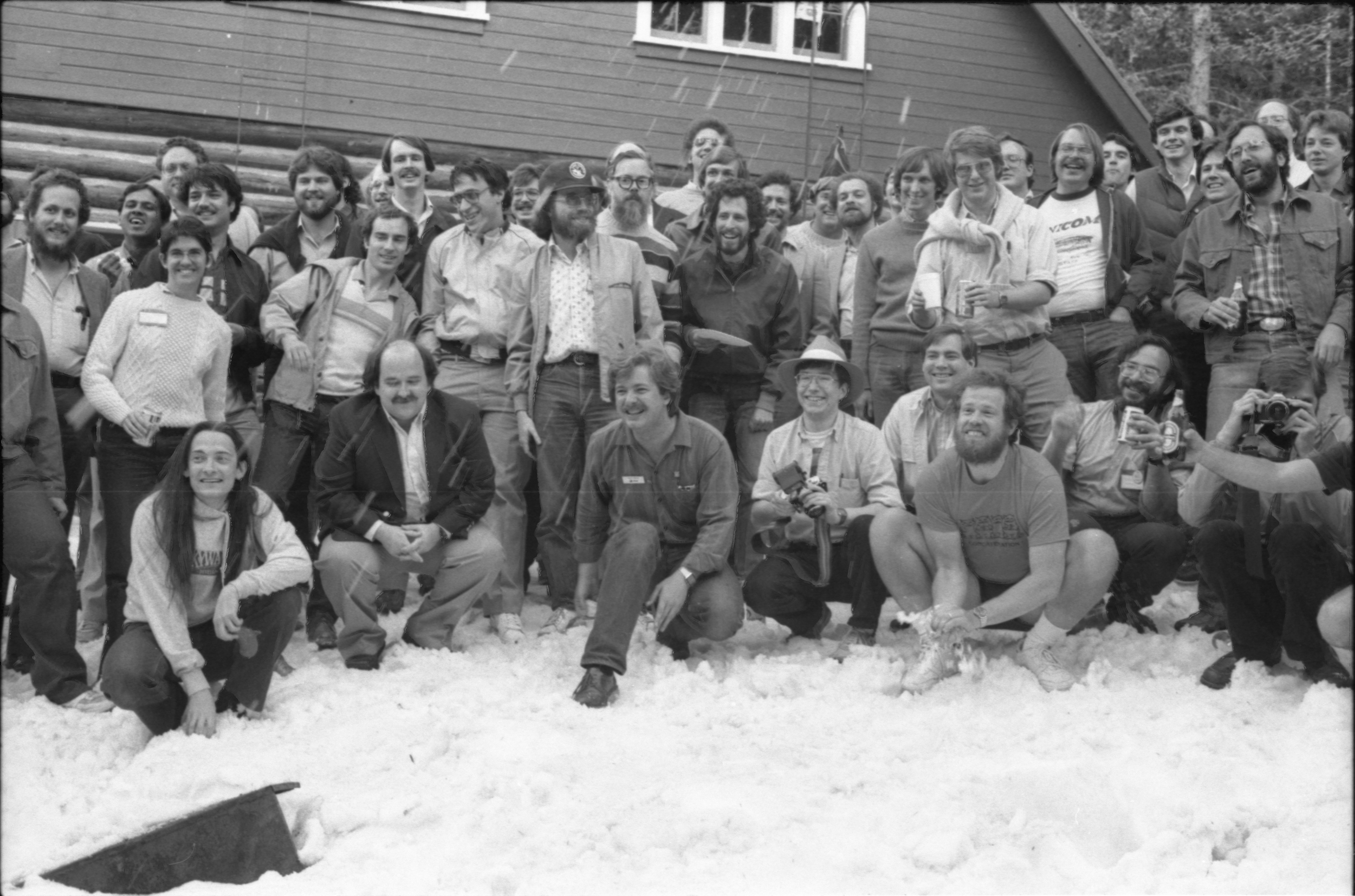
USENIX 1984暑假报告者在游玩。（Perry Kivolowitz摄）

这个奖项的别名是『火焰奖』，自从1993年起每年颁发。
- 2012 John Mashey
- 2011 Dan Geer
- 2010 沃德·坎宁安
- 2009 Gerald J. Popek
- 2008 安德鲁·斯图尔特·塔能鲍姆
- 2007 Peter Honeyman
- 2006 Radia Perlman
- 2005 迈克尔·斯通布雷克
- 2004 道格拉斯·麥克羅伊
- 2003 Rick Adams（英语：Rick Adams (Internet pioneer)）
- 2002 詹姆斯·高斯林
- 2001 GNU計劃及其所有贡献者 （页面存档备份，存于）
- 2000 理查德·史蒂文斯
- 1999 X Window系統社区
- 1998 蒂姆·伯纳斯-李
- 1997 布萊恩·柯林漢
- 1996 The Software Tools Project
- 1995 Usenet被Jim Ellis（英语：Jim Ellis (computing)）及Tom Truscott创造
- 1994 迈克·莱斯克
- 1993 BSD